# 돌나물속
돌나물속은 돌나물과의 한 속이다.
400여 종이 돌나물속에 속하며, 북반구 전역에 서식한다. 다육질의 잎이 나고, 꽃잎은 대개 다섯 장이며, 수술이 꽃잎의 두 배 정도 난다. 워낙 건조한 기후나 추위 같은 악조건에 잘 견뎌서 세계 곳곳의 정원에서 많이 기르며, 독일에서는 지붕 덮는 식물로 인기가 높다.

## 분류
한국에는 아래의 종이 서식한다.
- 기린초(Sedum kamtschaticum)
- 가는기린초(Sedum aizoon)
- 가지기린초(Sedum aizoon var. ramosum)
- 큰기린초(Sedum aizoon var. latifolium)
- 섬기린초(Sedum takesimense)
- 속리기린초(Sedum zokuriense)
- 애기기린초(Sedum middendorffianum)
- 태백기린초(Sedum latiovalifolium)
- 털기린초(Sedum selskianum)
- 돌나물(Sedum sarmentosum)
- 갯돌나물(Sedum lepidodium)
- 멕시코돌나물(Sedum mexicanum)
- 돌채송화(Sedum japonicum)
- 땅채송화(Sedum oryzifolium)
- 바위채송화(Sedum polytrichoides)
- 말똥비름(Sedum bulbiferum)
- 민말똥비름(Sedum alfredii)
- 주걱비름(Sedum tosaense)
- 옥주염(Sedum morganianum).

## 참고 자료
풀베개,국가표준식물목록